# Oedaspis dorsocentralis
Oedaspis dorsocentralis är en tvåvingeart som beskrevs av Zia 1938. Oedaspis dorsocentralis ingår i släktet Oedaspis och familjen borrflugor. Inga underarter finns listade i Catalogue of Life.